# 股权溢价之谜
股权溢价之谜（英語：equity premium puzzle）是指股票收益率远高于無風險資產如国债券收益率的现象。这一术语由拉吉尼希·梅赫拉与爱德华·普雷斯科特于1985年提出。
在他们之前1982年的题为“A test of the intertemporal asset pricing model”的文章中，作者发现在某种可以显示美国商业周期波动的标准一般均衡理论模型中，可以推出一个低于1%的理性风险厌恶水平下的股权溢价，这个数据和历史数据中平均6%的股权溢价形成了鲜明的对比。
根据消费资本资产定价模型，股权溢价取决于风险厌恶系数以及资产收益与消费增长的协方差。梅赫拉与普雷斯科特通过研究美国的历史数据发现，消费增长的波动很小，因而其与收益间的协方差也很小，故只有异常高的风险厌恶系数才能解释股权溢价。这便被称为“股价溢价之谜”。这一发现引发了此后金融学与宏观经济学领域的大量研究，不同学者从行为金融学、流动性、市场摩擦等眾多不同角度对股权溢价之谜提出了理论解释。